# La Inquisición en la ficción y el arte

## Pintura y grabado

### Iconografía de la Inquisición

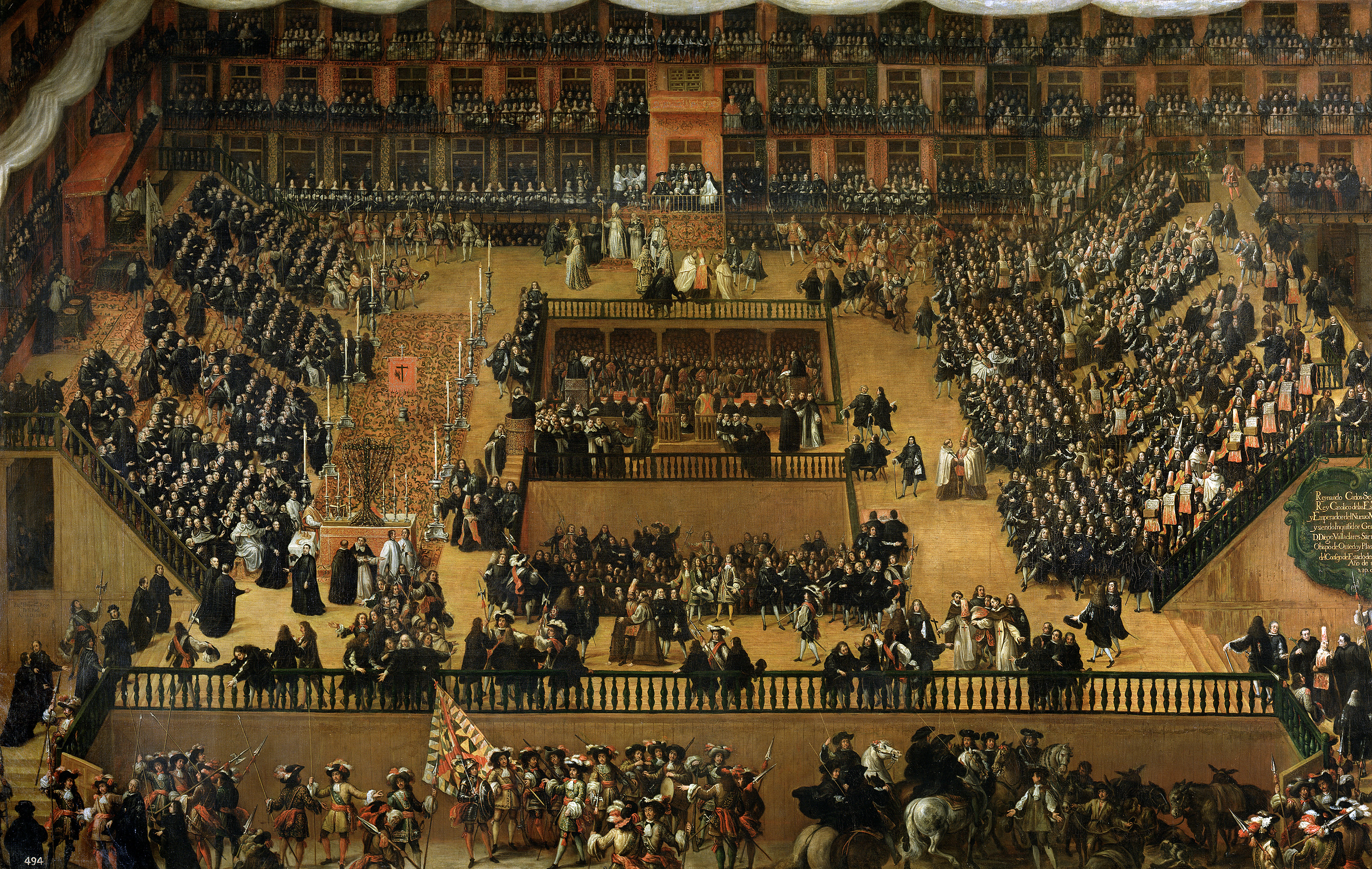
Auto de fe celebrado en la Plaza Mayor en 1680 en presencia de Carlos II. Óleo de Francisco Rizi conservado en el Museo del Prado.

Las primeras representaciones de la actividad inquisitorial ilustran pasajes de la vida de santo Domingo de Guzmán, como el Auto de Fe presidido por Santo Domingo de Guzmán de Berruguete, procedente del convento de Santo Tomás de Ávila,fundación de fray Tomás de Torquemada; en el siglo XVII, cuando los autos públicos de fe se hicieron raros y era mucho el tiempo que pasaba entre uno y otro, el propio Consejo de la Suprema encargó ilustraciones de ellos, que dejasen constancia y fiel testimonio del acontecimiento, como sucedió con el celebrado en la Plaza Mayor de Madrid en 1680, cuya pintura se encargó a Francisco Rizi. La iconografía creada por pintores propicios a la Inquisición y por la Inquisición misma fue adoptada a partir de finales siglo XVII por los enemigos de la institución,[cita requerida] iconografía que fue ampliada con algunas otras imágenes que la inquisición no hubiera permitido o que hubiera permitido sólo de forma excepcional. Peters habla de la Inquisición como icono de la injusticia en este sentido.
Uno de los primeros en añadir grabados del tipo icono de la injusticia en sus libros fue Charles Dellon, en su  L’inquisition de Goa. La relation de Charles Dellon. Los grabados, que en este caso representan a la Inquisición portuguesa, fueron muy populares y se emplearon para ilustrar otros libros hasta el siglo XVIII, como fue el caso del Historia Inquisitionis (1969) de Limborch y su traducción al inglés (1731) de Chandler.

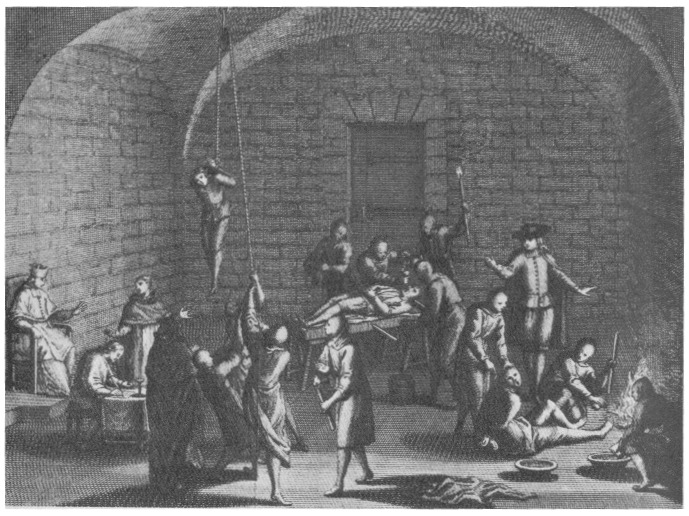
Plancha n.° 10 de Picard en Mémoires Historiques (1716) de Louis-Ellies Dupin.

Louis-Ellies Dupin en su Mémoires Historiques (1716) ilustrará su obra con planchas similares a las de Dellon, que se verán ampliados por una plancha (la n.° 10), realizada por Bernard Picard, de una cámara de tortura de la Inquisición. Sin embargo, la imagen de Picard no surge de las fuentes mencionadas anteriormente, sino que surge de una tradición europea independiente que desde el siglo XV en adelante representa escenas de la pena capital en libros, tradición que en la historiografía moderna ha venido denominándose Theater des Schreckens (teatro del horror). La particularidad está en que Picard tomó imágenes de esa tradición y le añadió algunos elementos que la convertirían en parte de la iconografía de la Inquisición: un inquisidor sentado, un cura y un escriba. La imagen u otras copiadas de ella, aunque incorrecta, al colocar a varios reos que son torturados a la vez para ahorrar espacio en el papel, es quizás una de los más famosos y que más han sido reproducidas.
A partir de 1810 la representación de la Inquisición cambió, al igual que en la literatura, hacia una más erótica y pasional. De nuevo, la obra que más ilustraciones tenía y que más circuló fue la de Féréal Les mystères de l'Inquisition et autres societés secrets d'Espagne (1844). El grabado de la mujer ofendida blandiendo el puñal sobre el inquisidor Pedro Arbués caído, es el mejor ejemplo del elemento de melodrama introducido. Obras ilustradas que se pueden incluir en esta corriente también se encuentran en España: Secretos de la Inquisición (1856) de Joaquín María Nin, una novela que contiene al final una parte documental tomada de Llorente, o Anales de la Inquisición (1841) de Genaro del Valle, que incluye grabados con todos los temas tratados anteriormente. Una de las características de estas gráficas es la imagen de la mujer inocente en peligro o en tormento, característica de la novela sobre el inquisidor libidinoso, aprovechando incluso para mostrar desnudez.

### Goya
Edward Peters, en su libro Inquisition (1989), persigue la transformación de la Leyenda Negra de la Inquisición dentro del arte, desde el siglo XIX hasta el siglo XX. Esta Leyenda Negra ya no es exclusivamente española, aunque se basa claramente en el modelo español de la Inquisición. Para Peters, la Leyenda Negra será universalizada en el siglo XIX por dos grandes artistas: Goya y Dostoyevski.
El único gran pintor que empleó el tema de la Inquisición en su obra fue Francisco de Goya. Desde mediados de la década de 1780, Goya comienza a moverse en los círculos de la corte en Madrid y conoce y retrata a la elite intelectual ilustrada, como el mismo Jovellanos, Ceán Bermúdez o Juan Antonio Llorente y más tarde, Moratín. Entre 1792 y 1793 Goya enferma y se vuelve sordo, lo que dará un giro a su obra, que se vuelve más oscura y salvaje. La Inquisición pasará a formar parte de la sátira que hace de la sociedad española, cuya primera manifestación está en los Caprichos.

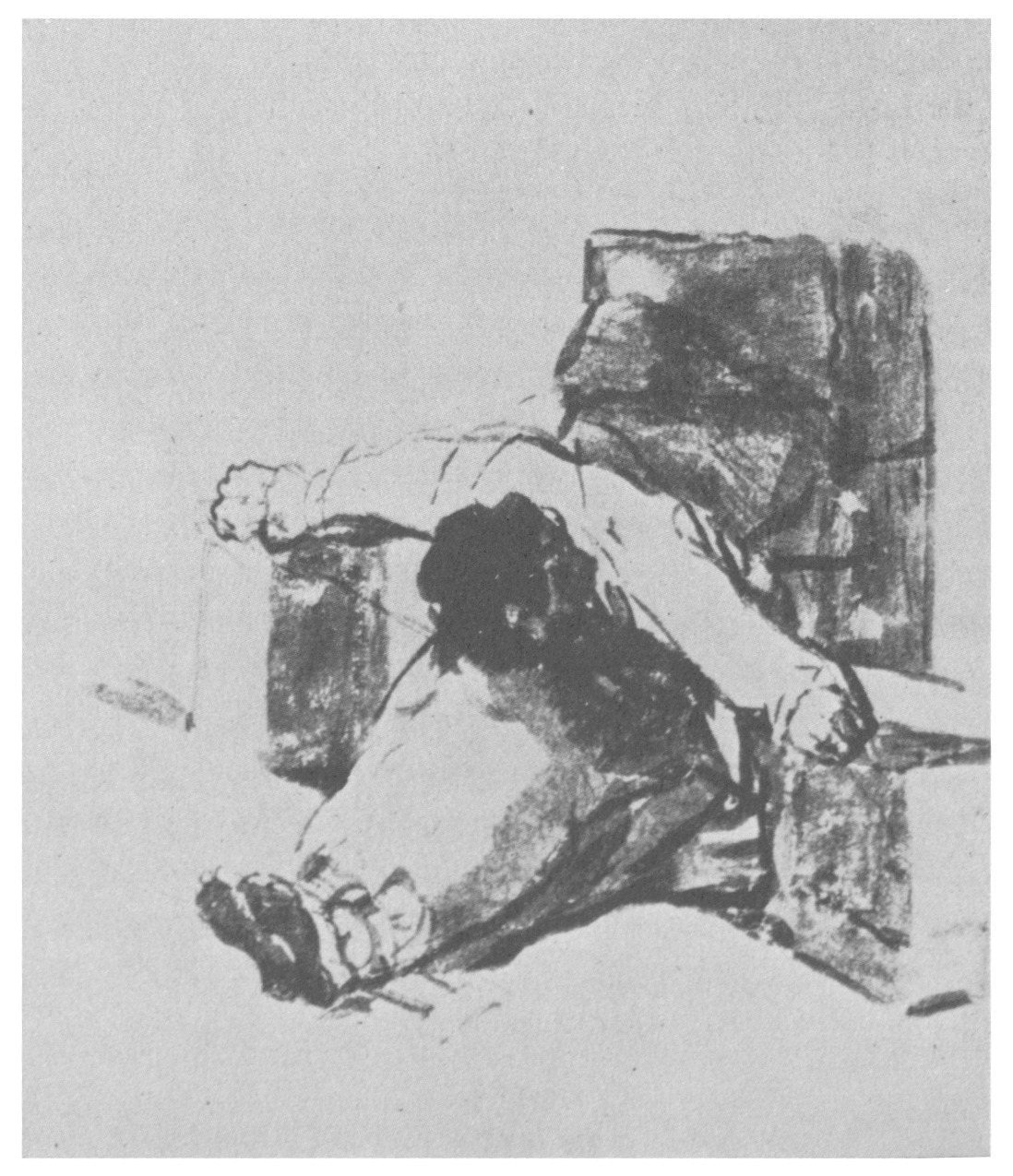
Por descubrir el mobimiento de la tierra de Goya (1746 - 1828).

Hay dos planchas dedicadas a la Inquisición en los Caprichos, la 23 y la 24, con personajes vestidos con sambenito y títulos ambiguos: Aquellos polbos y No hubo remedio. Sin embargo, estos grabados no están dirigidos tanto contra la Inquisición como contra determinadas supersticiones y creencias populares, y no tanto del siglo XVIII como del siglo XVII. Otros grabados de la serie se dirigen contra las creencias en brujas, demonios, etc. La posición está resumida por el más conocido de todos los grabados: El sueño de la razón produce monstruos.
A partir de finales de la década de 1790, Goya decide, siguiendo el ejemplo de la ilustración francesa, que es importante revelar y exponer falsas creencias y supersticiones, ya que sólo así será posible eliminarlas. Entre 1799 y 1814 se centra pictóricamente en la Guerra de la Independencia, pero retomará el tema al finalizar ésta. Hacia 1815 Goya mismo fue llamado por la Inquisición para declarar sobre algunos desnudos que había pintado. Más tarde podría observar el comportamiento de la Inquisición durante la Restauración absolutista y, durante el Trienio liberal, se volcará con más furia contra la Iglesia y en particular contra la Inquisición. Será en las paredes de la Quinta del Sordo, su residencia a las afueras de Madrid, sobre las que pintará El santo oficio, como parte de sus Pinturas negras. En algún momento entre 1812 y 1819 también pintará Auto de fe de la Inquisición.
Sin embargo será en sus apuntes, en el llamado Álbum C, realizados entre 1803 y 1824, en los que expresará con más libertad y furia su resentimiento hacia la Inquisición. Muchas de las imágenes están comentadas o tituladas explicando la causa de lo que ocurre: Por haber nacido en otra parte, Por linaje de ebreos, Por mober la lengua en otro modo, Por casarse con quien quiso, etc. señalando la frivolidad con que la Inquisición perseguía a sus víctimas. Algunos de los personajes que aparecen están nombrados: Torrigiano envuelto en una manta en su prisión, o Diego Martín Zapata, encadenado en un calabozo. Uno de los apuntes más sobrecogedores es el de Galileo, Por descubrir el mobimiento de la tierra, encadenado a un enorme asiento de piedra, inmóvil, denunciando que fue perseguido y enjuiciado Galileo porque se atrevió a discutir el modelo geocéntrico del Universo y difundir los trabajos de Copérnico.
Hacia 1820, la visión de Goya con respecto a la Inquisición ya había cambiado. De ser una institución anticuada, que se asienta sobre supersticiones y un pueblo ignorante, una institución específicamente española, pasa a convertirse en un símbolo de la injusticia universal, que opera por igual en todas partes, con el mismo propósito y sus víctimas ya no sólo son locos o ignorantes -como se ve en sus Caprichos-, sino también los inocentes, los sabios y los héroes.

## Literatura

### Los relatos de viajes
Los primeros escritos de carácter literario que tratan sobre la Inquisición son los relatos de viajes, el género literario más popular de la época. Uno de los primeros y el más influyente fue el relato de la Condesa d'Aulnoy de 1691, en el que se ennegrece de forma consistente todos los logros españoles en las artes y las ciencias. A partir del siglo XVIII hay que añadir a la lista a Juan Álvarez de Colmenar (1701), Jean de Vayarac (1718), Pierre-Louis-Auguste de Crusy, marquis de Marcillac, Edward Clarke, Henry Swinburn, Tobias George Smollett, Richard Twiss e innumerables otros que extienden la leyenda negra española. Se ha señalado que los escritores de la Ilustración obtuvieron su conocimiento sobre España en estos relatos.

### Voltaire
Para Voltaire la Inquisición, era la metonimia de todas las peores formas de persecución religiosa. Voltaire no tuvo un conocimiento profundo de la Inquisición hasta ya entrado en años, pero la usó a menudo para afilar su sátira y ridiculizar a sus oponentes, como lo muestra su Don Jerónimo Bueno Caracúcarador, inquisidor que aparece en Histoire de Jenni (1775). Incluso en Candide (1759), una de sus obras más conocidas, no demuestra un conocimiento del funcionamiento de la Inquisición más allá de la que proporcionan libros de viajes y de historia general. Candide incluye su famosa descripción de un auto de fe en Lisboa, una joya de la sátira, con la que introduce la Inquisición en la comedia.

### Lostestimonios
Hacia el siglo XVII ya existía un volumen suficiente de materiales sobre la Inquisición como para que los autores de teatro y novela tuvieran un terreno fértil en el que cosechar sus argumentos y personajes. Los martirologios de los siglos XVI y XVIII y la literatura de viajes y los relatos de testigos de los siglos XVI y XVII fueron la inspiración para autores de ficción que a menudo afirmaban relatar la «historia verdadera».
La novela autobiográfica que más éxito tuvo fue Rélation de l'Inquisition de Goa de Charles Dellon. Publicada por primera vez en 1687 en Leiden y en 1688 en París, fue un auténtico best-seller, traducida inmediatamente al alemán, inglés y holandés y reeditada varias veces durante el siglo XVIII. En el libro, Dellon cuenta su proceso y encarcelamiento por la Inquisición portuguesa de Goa, en Daman y más tarde en Brasil y Lisboa, en total, unos 18 meses. Se le acusó de negar la validez del bautismo y de haber blasfemado contra la adoración de un crucifijo, además de haber despreciado a la Inquisición. Se le excomulgó, confiscó todos los bienes y se le condenó a 5 años de galeras. El relato tuvo una influencia enorme en los autores posteriores, así por ejemplo Voltaire se basará en ella para contar su Candide.
De entre los relatos de testigos, reales o inventados, también merece la pena destacar el de Anthony Gavin, que publicó en 1726 Master-Key to Popery (Clave maestra del papismo, edición en francés en 1726, en inglés en 1729). Gavin se ciñó a retratar el tribunal de Zaragoza, que decía conocer de primera mano por el tiempo que afirma pasó como sacerdote laico en la Universidad de la ciudad. El libro es una crítica feroz al catolicismo y el capítulo dedicado a la Inquisición fue especialmente popular. En otro relato anterior, cuenta que cuando las tropas francesas entraron en el palacio de la Inquisición en Zaragoza, liberaron 400 prisioneros y un harem de 60 jóvenes mujeres, entre las que se encontraba Madame Faulcault, a la que encontró en Francia y que fue quien le relató la historia. Posiblemente sea la primera historia que contiene el tema del inquisidor cruel y libidinoso.

### La novela gótica
Hacia la mitad del siglo XVIII los gustos del público cambiaron, los romances de aventuras dejaron paso a las novelas de sentimientos. Es la época de la creación de la novela gótica, especialmente popular en Inglaterra (Gothic novel) y en Alemania (Schauerromantik), también la hubo en Francia (roman noir). Se caracteriza por transcurrir su acción en un Medioevo indeterminado (entre el 1200 y el 1750) que combina elementos de varios países europeos en el que se contrastan el terror del marco escénico – viejas ruinas, naturaleza salvaje, conventos, calabozos, etc. – y de los personajes – fanáticos religiosos, padres descastados, etc. a menudo religiosos católicos, sobre todo inquisidores y jesuitas – con la inocencia del protagonista, habitualmente jóvenes virtuosos, «naturales», de gran sentido común y de religiosidad benévola.
Una de las primeras novelas góticas en las que aparece la Inquisición es Der Geisterseher (El que ve fantasmas; 1787-1789) de Schiller, aunque en este caso sea la Inquisición veneciana. Pero la primera en explotar a fondo el tema de La Inquisición es The Monk (El monje; 1796) de Matthew Lewis. Relata la historia de Ambrosio, un monje de Madrid, que, corrompido él mismo por un súcubo, secuestra, viola y asesina a la inocente Antonia, una hermosa joven llegada desde Murcia. Finalmente Ambrosio es juzgado por el Gran Inquisidor en persona, con un tratamiento ambivalente del tribunal: por una parte justiciero, por otra se informa al lector sobre el horror del tribunal que lo interroga sufriendo las torturas más dolorosas que hayan sido inventadas por la crueldad humana para hacerle confesar, además de los crímenes cometidos, otros de los que es inocente. La inquisición es presentada de forma que repugna al honesto lector inglés: la escenificación del tribunal, la muestra abierta de los instrumentos de tortura, el rechazo a decir de que se acusa al reo o quien le acusa, las prisas por condenarle para adornar el auto-de-fe previsto, serán la imagen de la Inquisición que se extenderá con el éxito de la novela. Otras obras de la época en las que la Inquisición es protagonista son The Italian (El italiano; 1797) de Anne Radcliffe, The Abbess (La abadesa; 1799) de William Henry Ireland – la primera descripción larga y detallada de una tortura en los calabozos de la Inquisición –, St. Leon (San Leon; 1799) de William Godwin, Libertines (Libertinas; 1800) de autor anónimo, Adeline St. Julian (1800), The Three Spaniards (Los tres españoles; 1800), Zastrozzi (1810) de Shelley y la última gran novela gótica que se publicó: Melmoth the Wanderer (Melmoth el errabundo; 1820) de Charles Robert Maturin.

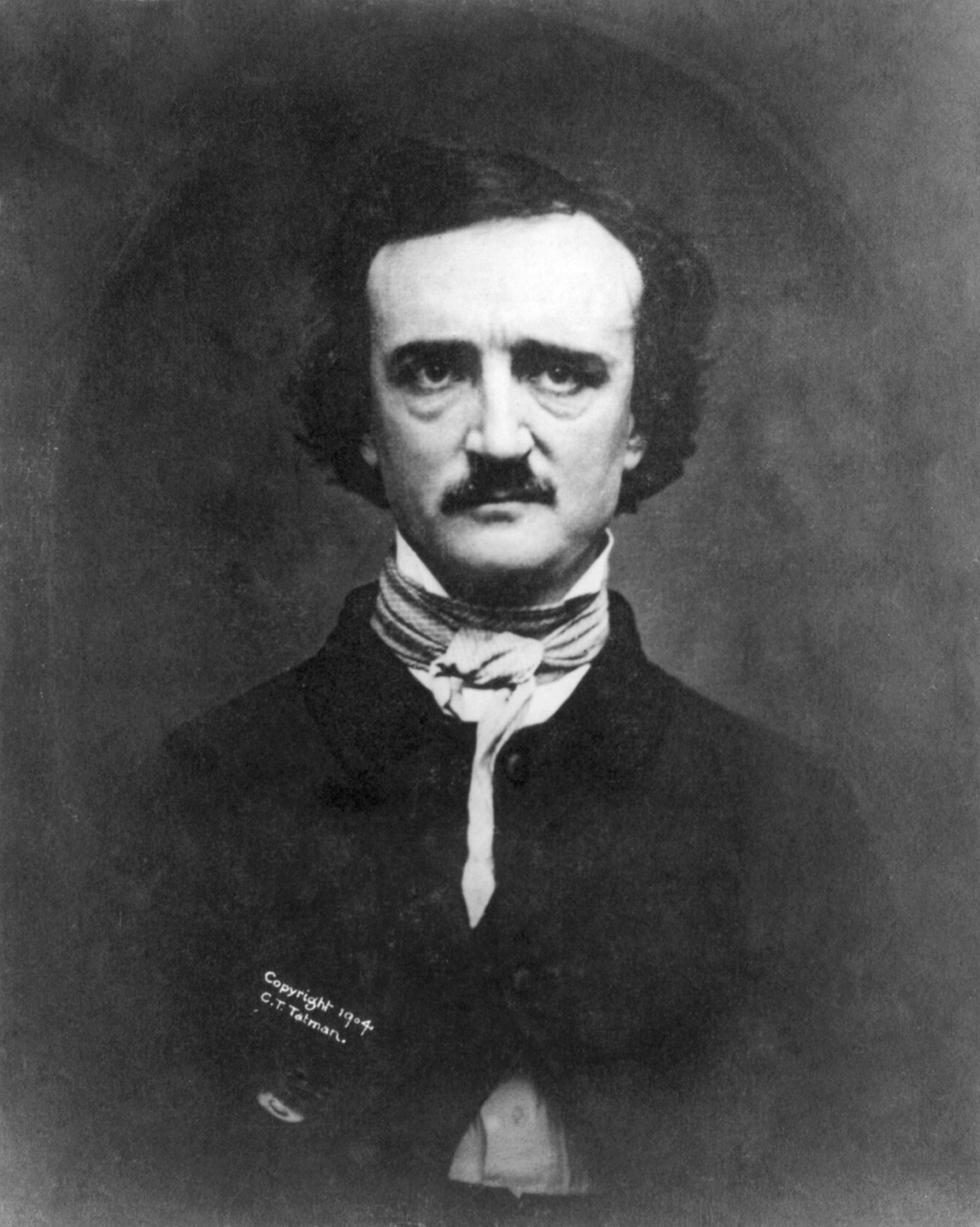
Daguerrotipo de Edgar Allan Poe (1809 – 1849) tomada por W.S. Hartshorn.

Todas estas novelas, aparte de las características típicas de la novela gótica, presentan algunos elementos comunes en la representación de la Inquisición y los inquisidores:
- un anticatolicismo muy del siglo XVIII, ya anunciado en La religieuse de Diderot, y muy británico;
- la unicidad de características de las diferentes inquisiciones de España, Portugal, Roma, Florencia, Venecia, Nápoles o Milán, que se funden en un todo único, basado claramente en el modelo español, en La Inquisición, concepto acuñado por Peters;
- el secretismo y la austeridad implacable del tribunal;
- a pesar de la irracionalidad teológica, los procedimientos injustos y la implacable persecución de sus víctimas, la Inquisición sirve a menudo de "justicia" literaria.

Esta forma de la novela gótica acabaría con la aparición de sátiras que ponían de relieve los elementos más absurdos de las tramas, siendo la primera St. Godwin: A Tale of the Sixteenth, Seventeenth, and Eighteenth Centuries (1800) de Edward du Bois.
Merece la pena mencionar que en la novela El manuscrito encontrado en Zaragoza de Jan Potocki, que se empezó a escribir en el año 1797, también se menciona a la Inquisición. En uno de los capítulos un inquisidor amenaza con torturas al protagonista (la descripción es muy explícita), aunque el inquisidor nunca llega a tener la oportunidad de ponerlo en práctica.
Sin embargo, la obra que más influencia tendría es The Pendulum (El pozo y el péndulo) de Edgar Allan Poe publicada en 1843. Poe se basa firmemente en otras historias de terror anteriores y en los libros de historia publicados en la Inglaterra del momento, relatando los horrores de la Inquisición desde el punto de vista de un prisionero que es expuesto a una muerte penosamente lenta y que será salvado finalmente por las tropas francesas del General Lasalle en su toma de Toledo.
La última gran novela gótica que se centra en La Inquisición será The Vale of Cedars, or, The Martyr (El valle de los cedros, o La mártir; 1850) de Grace Aguilar, escritora inglesa descendiente de judíos sefarditas. La protagonista de la historia, Marie, es una judía española que acabará muriendo del daño infligido por las torturas recibidas durante su juicio, aunque no en los calabozos, sino de vuelta al lugar en el que creció. Todo el argumento transcurre antes de la creación formal de la Inquisición, aunque la Inquisición aparece como un tribunal secreto cuyo poder y alcance son desconocidos. La novela marca la fusión de los tribunales y las sociedades secretas con La Inquisición. Además inicia la historia mítica de los judíos en España, ampliamente aceptada en el siglo XIX, siendo la primera novela que trata el asunto desde un punto de vista judío. La obra también ilustra al inquisidor libidinoso en Don Luis García, la cabeza de la Inquisición como sociedad secreta instituida por el papa Alejandro VI.

### Elinquisidor libidinoso
A partir de comienzos del siglo XIX aparecen novelas en la literatura inglesa, francesa e italiana que muestran la degeneración sexual de figuras del antiguo régimen, es decir la aristocracia y el clero, herederas del interés por la erótica y lo sexual aparecida en el siglo XVIII. Entre los personajes mostrados de esta forma estarán naturalmente también los inquisidores.

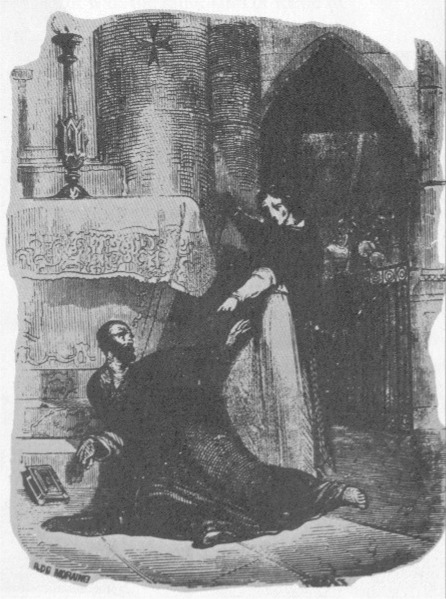
Ilustración de Les mystères de l'Inquisition (1844). Paula da muerte al Gran Inquisidor Arbués.

Una de las primeras novelas en las que aparece el inquisidor libidinoso es Cornelia Bororquia, atribuida a Luis Gutiérrez y publicada en París en 1801. Contada desde la perspectiva de un liberal español, es una novela en forma de cartulario que cuenta la historia de Cornelia Bororquia, la hermosa e inocente hija del Marqués de Bororquia, Gobernador de Valencia, que fue capturada por la Inquisición y quemada en la hoguera por negarse a los avances del Arzobispo de Sevilla. El texto se centra en los razonamientos de la Inquisición y el control psicológico que ejerce sobre sus víctimas, la angustia de los amantes separados (Cornelia y su amor Vargas), el ambiente tenebroso de la vida de los monjes y el deseo del villano, el Arzobispo de Sevilla.
Quizás la novela que mayor uso haga del personaje sea Les mystères de l'Inquisition et autres societés secrets d'Espagne (1844) de Madame de Suberwick, que escribía bajo el seudónimo Victor de Féréal. La historia trata sobre Dolores Argoso, hija del Gobernador de Sevilla, que es deseada por el Gran Inquisidor Pedro Arbués. Dolores se salva al ser raptada por unos bandoleros, que la ponen fuera del alcance de Arbués, pero éste se venga deteniendo al padre y torturándolo hasta la muerte. La descripción de la huida de Dolores está llena de reflexiones sobre la crueldad de la Inquisición y sobre el bravo pueblo español. Finalmente Arbués es asesinado por su favorito, José, que en realidad es una mujer disfrazada, Paula, violada anteriormente por el Inquisidor. La tortura y ejecución de José-Paula está contada con mucho detalle, con descripciones de salas de interrogación, de tortura y autos de fe.
Otras obras que tratan el personaje son Los españoles (1830) de Mijaíl Lérmontov y Torquemada (1875) de Josef Schiesl, una tragedia en cuatro actos.
Estas novelas obtienen su información de fuentes diversas, como pueden ser otras novelas, libros de historia polémicos y su propia imaginación. También se caracterizan por «rehabilitar» al pueblo español; la Inquisición es atribuida a la Iglesia, a Santo Domingo y a reyes débiles que se agarran al poder. Al contrario que en la novela gótica, la Inquisición es mostrada de forma voluptuosa y excesiva, llena de hipocresía y codicia. En el caso de Les mystères, al componente sádico y erótico, particularmente en las escenas de tortura de José-Paula, se une el mensaje político ilustrado antimonárquico y anticlerical. El tema del inquisidor libidinoso aparecerá de forma intermitente durante todo el siglo XIX.

### Don Carlos

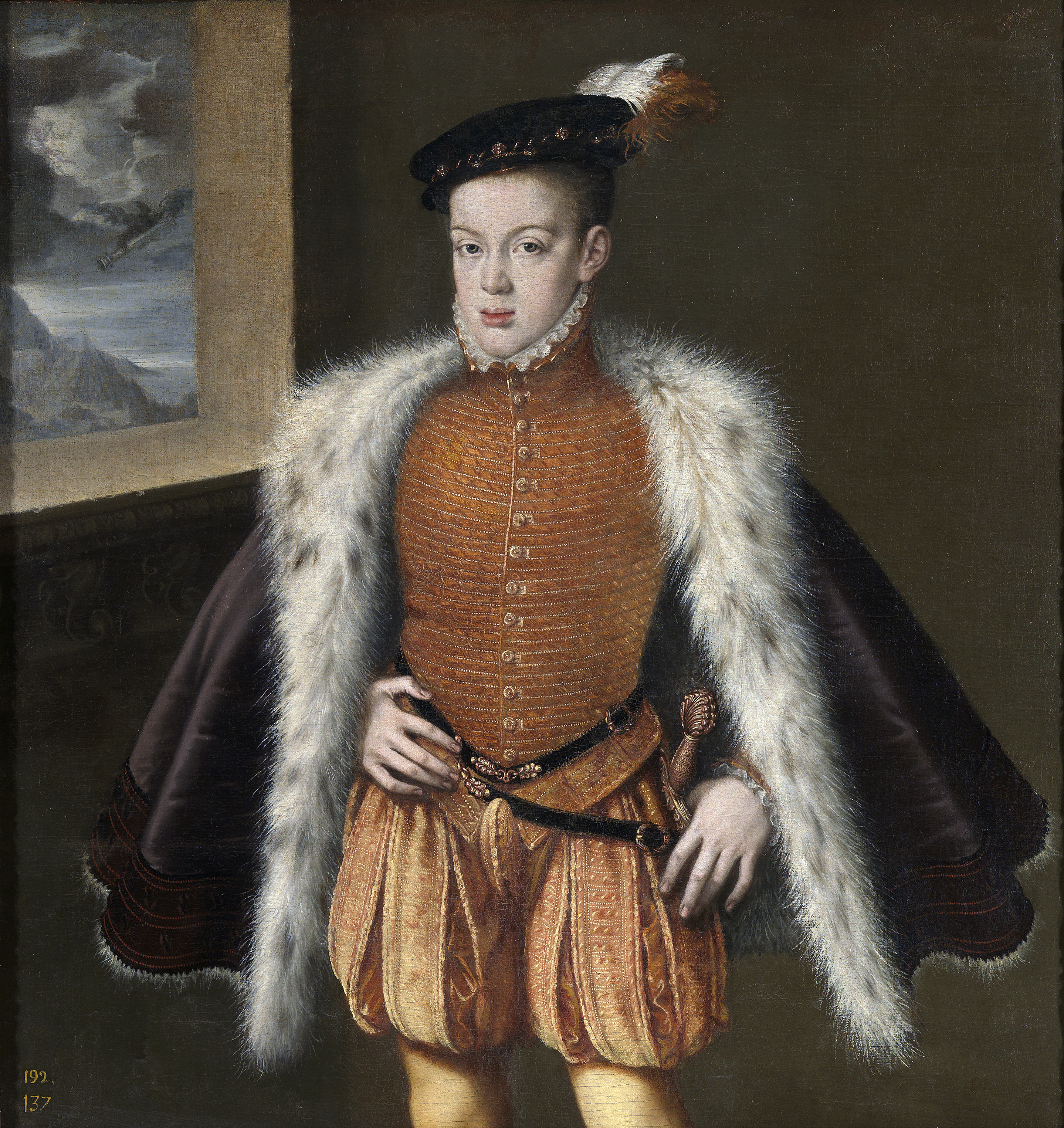
Príncipe Carlos de Austria (1545 – 1568) pintado por Alonso Sánchez Coello.

Otro tema que beberá en las fuentes de la Leyenda Negra son las historias de Don Carlos, el príncipe Carlos, hijo de Felipe II de España. Como se ha visto más arriba, Guillermo de Orange y Antonio Pérez prepararon el camino que seguiría César Vichard de Saint-Réal en 1672 con su obra Dom Carlos. Saint-Réal afirma que su relato es «histórico» y basado en los historiadores que han tratado la época, pero Peters cree que para el autor esto significaba más bien «en el pasado, históricamente fascinante y coherente con el relato». La historia contiene los elementos que la caracterizarán más tarde: Don Carlos es prometido a Isabel de Valois, pero por política Felipe II se casa con ella; Don Carlos se opone/enemista con la Inquisición y está a favor de los independentistas de los Países Bajos; Don Carlos es encarcelado por Felipe II por celos, por traición (su apoyo a la independencia de Flandes) y por las intrigas de la Inquisición; finalmente Don Carlos es asesinado.
La obra se tradujo en 1674 al inglés y en 1676 aparecerá Don Carlos, Prince of Spain (Don Carlos, Príncipe de España) de Thomas Otway, en el que mezcla en tema de Don Carlos con elementos de Othelo de Shakespeare y de Mithridate de Racine. Diversos autores escribirán la historia insistiendo más en el personaje de Felipe II, en el inquisidor mayor Spinoza, en Don Carlos o en el Marqués de Posa, amigo de Don Carlos y que en obras posteriores se convertirá en portavoz de los liberales.
Sin embargo la obra que más fama obtendría y que convertirá la historia en parte de la cultura europea será el Don Karlos, Infant von Spanien de Friedrich Schiller. Publicada en 1787 y basada en la historia de Saint-Réal y en History of Philip II de Robert Watson, la obra se centra más en Don Carlos y la relación con su padre, representado como un monstruo sin corazón, que en el papel de la Inquisición. Sin embargo, la Inquisición y en particular el Cardenal Gran Inquisidor no salen bien parados: su sombra se deja notar en toda la obra, a pesar de que su aparición es breve, y finalmente serán el instrumento de la muerte de Don Carlos.
El impulso dado al tema por Schiller hará que se publiquen varias obras y alguna ópera con la misma historia. La ópera más famosa sin duda será el Don Carlos de Giuseppe Verdi. Los libretistas franceses Joseph Mery y Camille du Locle emplean la obra de Schiller para los textos, pero Verdi retrabajará los libretos para acercarlos más al Don Karlos original y aumentar sus aspectos políticos. La mayor contribución de Verdi al legendario de la Inquisición será la escena del auto de fe, un espectáculo grandioso que demuestra los horrores de la España absolutista. También dará más protagonismo al Gran Inquisidor, simbolizando la oposición del absolutismo y la Iglesia al liberalismo y el republicanismo.

### El Gran Inquisidor
Según Peters, el libro que más ha influido en la imagen moderna del Gran Inquisidor ha sido sin duda la novela Los hermanos Karamázov (1879) de Dostoyevski. A él se debe el renacimiento de un mito que había comenzado a quedar en el olvido.

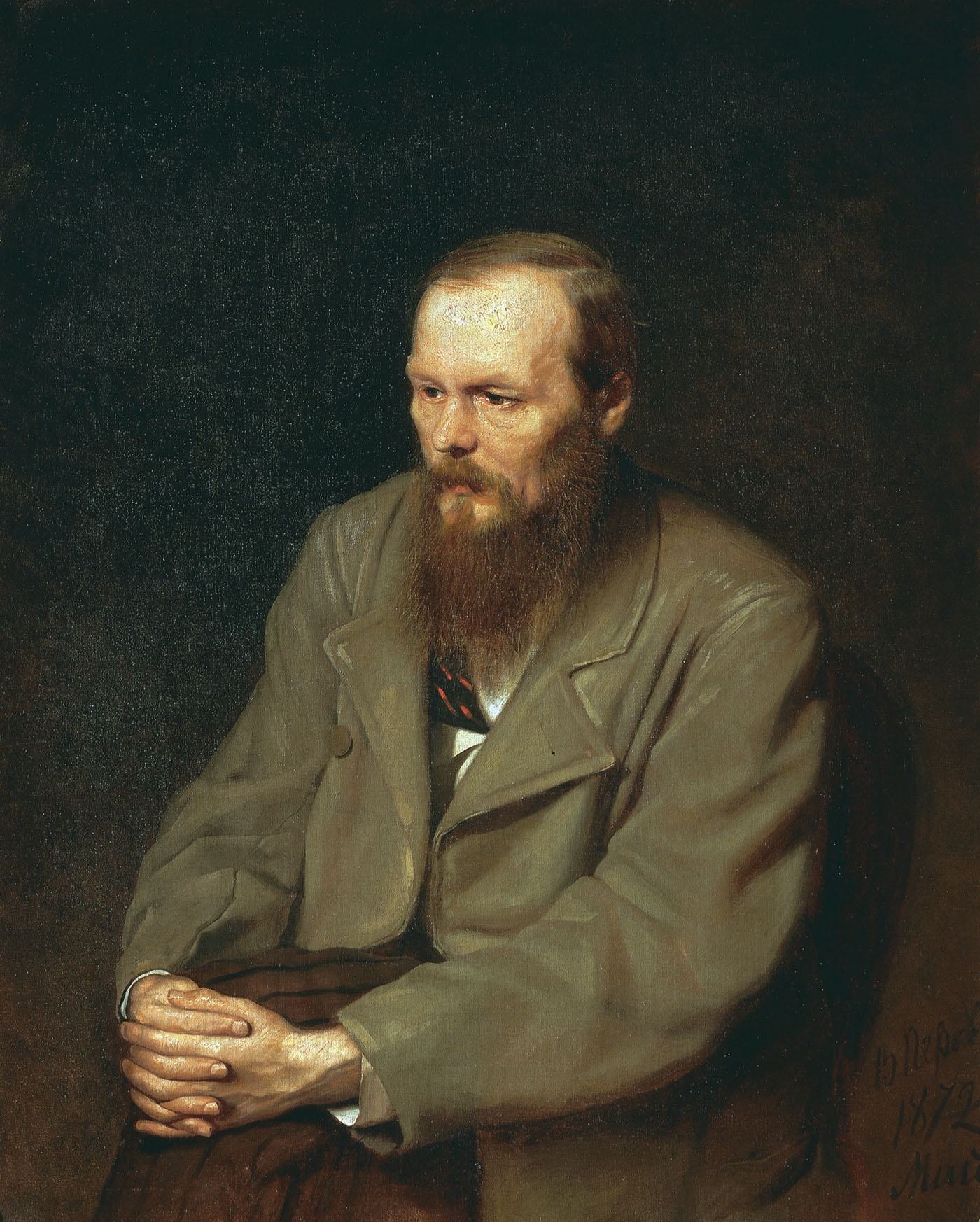
Fiódor Dostoyevski (1821 – 1881) pintado por Vasili Perov.

En el libro V, Pros y Contras, en el capítulo 5°, El Gran Inquisidor, Iván, racionalista y ateísta, lee a Aliosha, el más pequeño de los hermanos Karamázov, monje ortodoxo, un poema suyo sobre el Gran Inquisidor. El poema cuenta la historia de Jesús, que aparece en Sevilla "en la época más terrible de la Inquisición", el día posterior a un magnífico auto de fe en el que ardieron 100 herejes. Tras ser reconocido por el pueblo, el Gran Inquisidor, un hombre viejo y enjuto, de casi 90 años, manda apresarlo y llevarlo a la cárcel de la Inquisición. Allí el Gran Inquisidor dice a Jesús que no tiene derecho a añadir nada a lo que ya ha revelado y amenaza con quemarlo en la hoguera, ya que si Cristo hace alguna revelación más, quitará al hombre su libertad obligándolo a creer. El Gran Inquisidor explica con pasión y furia su visión de la Inquisición. Para él, la Inquisición es la depositaria de la libertad que Jesús, de forma inhumana, entregó a los hombres, que no la quieren y que no saben ejercerla. La Inquisición ha tomado esta pesada carga para sí, engañando a una humanidad débil y que odia la libertad para que crean que están siguiendo los dictados de Cristo. A la protesta de Aliosha, "eso es Roma, y ni siquiera toda Roma, es falso– eso [sólo] son los peores de los católicos, los inquisidores, los jesuitas...", Iván niega estar utilizando la típica retórica anticatólica. Responde que su Gran Inquisidor es un asceta, un ermitaño, un monje y un jesuita, que ama a la humanidad y que cree en lo que está diciendo. Jesús no responde, se acerca y la da un beso en los labios. El Inquisidor le abre la puerta y le dice que se vaya y no vuelva nunca más. Jesús parte, pero el viejo Inquisidor no cambia de idea.
Influencia en la obra de Dostoyevski la ejercieron Schiller, con su Don Carlos y su Der Geisterseher, y también Belinski, que también había criticado a la Inquisición, como la mayoría de los liberales del siglo XIX. Otra influencia fue Phillip II de Prescott, de la que Dostoyevski poseía una copia y de cuya relación salió probablemente buena parte de la información sobre la Inquisición y su funcionamiento.
El relato, que impresionó a los críticos en su tiempo, debe ser entendido dentro de la ideología de Dostoyevski, su religiosidad ortodoxa rusa, su nacionalismo y su crítica a la cultura occidental. Para Dostoyevski la confesión ortodoxa era la confesión verdadera, el cristianismo auténtico. Frente a la piedad y la religiosidad rusa, destaca el materialismo sin alma y la religiosidad sin Dios del cristianismo occidental. Roma no es para él una religión, sino la continuación del Imperio romano, un estado en realidad. Las confesiones protestantes también son consideradas incompletas e irrelevantes. Así, frente al episodio de El Gran Inquisidor y Occidente, coloca el capítulo El monje ruso, la antítesis que formará el polo opuesto en la historia. Esta es la razón de que el interés de Dostoyevski en la propia Inquisición se agota en la creación de un decorado que le permite crear al personaje, que a su vez transmita su feroz crítica a Occidente, identificado con el Gran Inquisidor.

### La literatura contemporánea
A partir de la Primera Guerra Mundial, la imagen de la Inquisición vuelve a tomar auge, ya no como un arma contra el Papa, la Iglesia Católica o España, sino como un símbolo universal de la represión, lo que Peters llama La Inquisición. La Leyenda fue reinterpretada por multitud de obras literarias, estudios sociológicos y periodísticos, influenciados por El Gran Inquisidor de Dostoyevski, y aplicados a casos como el régimen soviético, la Italia fascista, la Alemania Nazi, la Polonia comunista o los Estados Unidos.
D.H. Lawrence por ejemplo vio El Gran Inquisidor de Dostoyevski como un modelo para el totalitarismo del siglo XX, dando un nuevo significado político a la historia. Es la nueva forma de represión, que se justifica a sí misma por el bien de la humanidad y en su nombre.

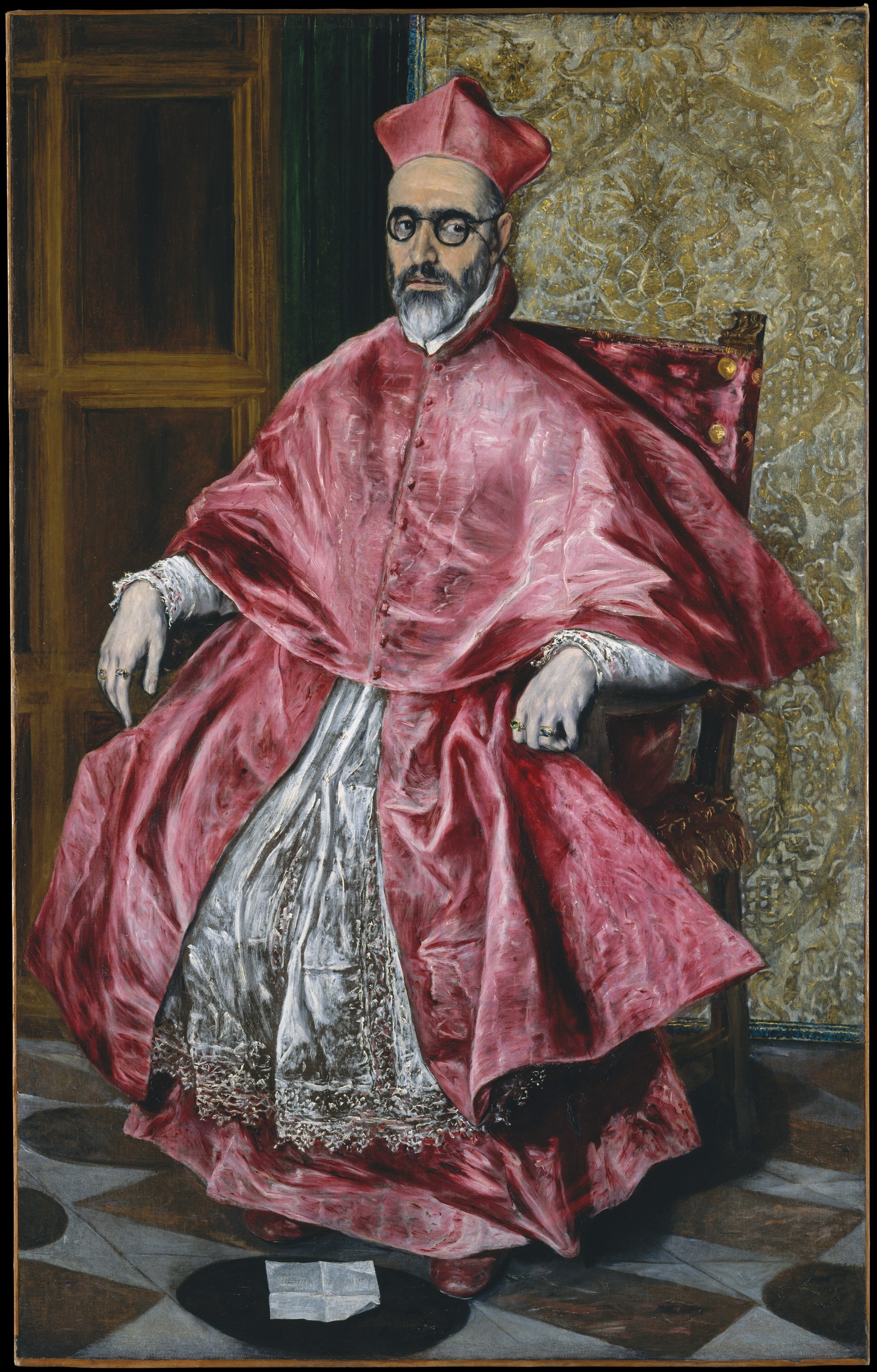
Retrato del Cardenal Inquisidor Don Fernando Niño de Guevara (1596-1601), de El Greco, que dio pie a la novela El Greco pinta al Gran Inquisidor (1936) de Stefan Andre.

Otro autor que empleará la imagen de la Inquisición es el escritor ruso Yevgueni Zamiatin, que muy pronto comenzó a criticar al régimen soviético. En 1919 compara el comunismo soviético a las antiguas religiones de estado:
- fase profética: las catacumbas
- fase apostólica: expansión de las ideas
- fase eclesiástica: están en el poder y comienzan la salvación forzosa: por la fuerza, por la espada, por el fuego, por las prisiones. Cristo se convierte en el Gran Inquisidor.

En 1920, Zamiatin acabó la obra de teatro Ogní svyatogo Domínika (Los fuegos de Santo Domingo) que transcurre en Sevilla. La obra fue atacada por los críticos soviéticos, que descubrieron la crítica velada al régimen soviético. Zamiatin tendría que exiliarse en 1932.
En 1936, el judío alemán Hermann Kersten publica Ferdinand und Isabella (Fernando e Isabel), una velada crítica a la persecución judía de los nazis. La crítica al régimen nacionalsocialista continuará en la obra König Philip der Zweite (Rey Felipe II) donde, al igual que en la obra anterior, se basa más en los mitos populares que en la historia.
Zamiatin y Kersten no fueron muy sutiles en el empleo de la metáfora de la Inquisición. La complejidad de los fenómenos del siglo XX y, por lo tanto, una comparación más compleja con la Inquisición, será captada de forma más sutil por Stefan Andres en su novela El Greco malt den Grossinquisitor (El Greco pinta al Gran Inquisidor; 1936). Andres, que era opositor al régimen nazi y pasó la guerra en Alemania, emplea la Inquisición como metáfora de la opresión. La novela consiste en una serie de conversaciones entre El Greco, Cazalla, amigo de El Greco y médico, y el inquisidor Fernando Niño de Guevara, en las que poco a poco se va desvelando el fanatismo del Inquisidor. La novela de Andres resulta distinta a obras anteriores en que es más intimista y consiste prácticamente en sesiones de pintura, curas médicas, conversaciones y pensamientos, sin elementos efectistas como autos de fe o torturas, pero precisamente por ello más efectiva.
Hacia 1941, Arthur Koestler publicaba El cero y el infinito (Darkness at Noon, Oscuridad al mediodía), una obra surgida de la reflexión sobre la Gran Purga soviética. Koestler usa la imaginería de la inquisición en diversos pasajes, desarrollando la figura del inquisidor como el frío agente perfecto de un régimen totalitario, heraldo imperfecto de los que llegarían en el siglo XX. Su amigo y lector George Orwell también empleará ecos de la Inquisición en sus obras, aunque el mito comenzaba a perder fuerza e importancia. El tema aparece en Coming Up for Air (Subiendo a por aire) y 1984:

Habéis leído sobre la persecución religiosa en el pasado. En la Edad Media existía la Inquisición. Fue un fracaso. Salió a erradicar la herejía y terminó perpetuándola. Por cada hereje que quemaba en la hoguera, miles de otros surgían. ¿Porqué? Porque mataba a sus enemigos de forma pública y los mataba mientras aún no se habían arrepentido... naturalmente toda la gloria pertenecía a la víctima y toda la vergüenza al inquisidor que lo quemaba.

La Inquisición ya no es suficiente para expresar los horrores presentes o futuros de la situación política y social. Es posible que la lectura de estudios modernos sobre tribunal influyeran en la literatura, pero hacia 1950 ya no se escribían metáforas políticas con la inquisición como tema de reflexión.
En cambio la metáfora de la inquisición como manipulador de mentes se mantendrá durante algún tiempo más. En 1957, Jerzy Andrejewski publica su Ciemnosci Kryja Ziemie (Una oscuridad cubre la tierra). La novela se sitúa entre 1485 y 1498, en Sevilla, dónde Torquemada transforma poco a poco al protagonista Diego Manente, un monje piadoso y amable, en un inquisidor implacable. Finalmente Torquemada, en sus delirios de muerte, pide a Diego que destruya la Inquisición, a lo que Diego, asqueado, se niega. En la novela, la mayoría de la acción transcurre en la mente de Diego, en la tradición intimista de Andres.
También en Norteamérica diversos autores trataron el tema. Bernard Shaw lo trató en la obra de teatro Saint Joan (Santa Juana; 1923). Brecht, durante su estancia en Estados Unidos, escribiría la obra Galileo en dos versiones, una primera en la que Galileo es un héroe perseguido, en la tradición de la Leyenda Negra, pero también una segunda en que Galileo es un personaje disoluto de apetitos incontrolables que es juzgado por un tribunal inquisitorial justo. Otro escritor alemán exiliado en Estados Unidos, Lion Feuchtwanger, publicó en 1951 Goya, en la que convierte a Goya en un mártir de la revolución liberal. El libro, que se convirtió en película en 1971 y fue traducido a 24 idiomas.
La fuerza de la Leyenda Negra de la Inquisición se fue erosionando a partir de la década de los 50 del siglo XX y la literatura de los últimos decenios ya no emplea la metáfora de la Inquisición, tanto la española como las demás, con la misma intensidad, ya que los recursos que la ficción encuentra en sí misma son mucho más potentes. Incluso el uso que hace Umberto Eco en El nombre de la rosa de Bernardo de Gui, un personaje histórico, es pálido en comparación con otros personajes literarios anteriores.

## El cine y la televisión
La primera representación en el cine de la Inquisición fue en Blade af Satans Bog (Hojas del libro de Satán; 1919) de Carl Dreyer, un refrito de la película Intolerancia de D.W. Griffith a la que se añadió un inquisidor. En 1928 Dreyer filmó La pasión de Juana de Arco, en la que el proceso inquisitorial y el personaje del inquisidor son ampliados por el cine hasta niveles difícilmente alcanzados por la literatura.